# Francesco di Meyronnes
Francesco di Meyronnes (lat. med. de Mayronis, da cui Mairone; Digne, 1288 circa – Piacenza, 1328) è stato un filosofo e teologo francese.

## Biografia
Entrò molto giovane tra i Frati Minori del convento di Digne. Fu allievo dello Studio generale di Parigi dove, tra il 1304 ed il 1307, seguì le lezioni di Giovanni Duns Scoto di cui fu tra i migliori discepoli. Dopo un periodo di insegnamento presso vari conventi dell'Ordine sia in Francia che probabilmente anche in Italia, nel 1323 tornò a Parigi per completare gli studi e divenne maestro di teologia, con la protezione di Papa Giovanni XXII e il re Roberto di Napoli. Nel 1324, fu eletto Ministro provinciale della Provenza. 
Morì a Piacenza tra il 1326 e il 1328 e fu sepolto nella chiesa di San Francesco di questa città.
Seguendo la metafisica del suo maestro Scoto, identifica l'essenza con l'esistenza, distinguendo un certo numero di gradi di gerarchia. 
Prese parte alle discussioni sulla natura degli Universali e adottò la teoria platonica delle idee, negando che Aristotele avesse portato contributi alla speculazione metafisica. Nelle sue opere politiche sostiene l'idea di una monarchia universale retta dal papa.

## Opere
- Scripta super 4 libros Sententiarum (1507–1567)
- De univocatione entis (1490)
- Conflatus (1476)
- Passus super Universalia (1479)
- Sermones de tempore cum Quadragesimali (1483)
- Sermones de Sanctis (1493)
- Tractatus de Conceptione BMV (1665)
- Theologicae Veritates in St. Augustinum de Civitate Dei (1473)
- Veritates ex libris St. Augustini de Trinitate (1520)

### Edizioni moderne
- Der Tractatus de transcendentibus des Franciscus de Mayronis, edito da Hannes Möhle, Leuven, Peeters, 2004.